# Патханкот (аэропорт)
Аэропорт Патханкот (ИАТА: IXP, ИКАО: VIPK) — индийский аэропорт для гражданских авиалайнеров. Находится в 3 км от ближайшего города Патханкот и 7 км. от железнодорожного вокзала, расположенном на дороге Патханкот–Майра. Этот аэропорт обслуживает только внутренние рейсы. Площадь аэропорта 75 акров. Аэропорт - с плохо развитой сетью общественного транспорта, исключительно на такси.
Аэропорт был торжественно открыт министром авиации Прафуном Пателем 21 ноября 2006 с участием члена парламента, киноактёра Винода Кханна, который хотел сделать Патханкот туристическим местом и промышленным узлом.
2 января 2016 года был атакован террористами.

## Текущее состояние
Сейчас рейсы не принимаются.